# Neoromicia robertsi
Neoromicia robertsi är en fladdermus i familjen läderlappar som förekommer på Madagaskar. Artepitet i det vetenskapliga namnet hedrar den sydafrikanska zoologen Austin Roberts.
Arten är med en absolut längd av 85 till 93 mm, inklusive en 31 till 35 mm lång svans, en medelstor medlem av sitt släkte. Bakfötternas längd är cirka 6 mm och öronen är ungefär 13 mm stora. Kroppen är på ovan- och undersidan täckt av mörkbrun päls med undantag av ett ljusare område på bröstet. Flygmembranen och öronen har en svartbrun färg. Den broskiga fliken i örat (tragus) har en inbuktning. Jämförd med andra släktmedlemmar på Madagaskar har Neoromicia robertsi en större skalle och en större tanduppsättning. Tandformeln är som hos nära besläktade arter I 2/3, C 1/1, P 1/3, M 2/3, alltså 32 tänder.
Fladdermusen är känd från två områden på nordöstra Madagaskar. Regionen är ett kulturlandskap. Individer hittades mellan 900 och 1300 meter över havet.
IUCN listar arten med kunskapsbrist (DD).